# Браян Макклер
Браян Макклер (англ. Brian McClair, нар. 8 грудня 1963, Ейрдрі) — шотландський футболіст, що грав на позиції нападника. По завершенні ігрової кар'єри — футбольний тренер. Наразі тренує молодіжну команду клубу «Манчестер Юнайтед». Відомий виступами за «Мотервелл», «Селтік» та «Манчестер Юнайтед», а також національну збірну Шотландії. Граючи в «Мотервелл», Браян паралельно вивчав математику в університеті Глазго. Він отримав прізвисько «Choccy», ченрез те, що його прізвище римується з делікатесом "шоколадний еклер".

## Клубна кар'єра
Браян Макклер почав свою кар'єру а «Астон Віллі», де провів один сезон (в якому «Вілла» стала чемпіоном Англії), жодного разу так і не вийшовши на поле.
Влітку 1981 року Макклер повернувся у Шотландію і з 1981 по 1987 рік грав у складі команд клубів «Мотервелл» та «Селтік».
Своєю грою за останню команду привернув увагу представників тренерського штабу клубу «Манчестер Юнайтед», до складу якого приєднався 1987 року. Відіграв за команду з Манчестера наступні одинадцять сезонів своєї ігрової кар'єри. Більшість часу, проведеного у складі «Манчестер Юнайтед», був основним гравцем атакувальної ланки команди. 
Завершив професійну ігрову кар'єру 1998 року у клубі «Мотервелл», у складі якого вже виступав раніше.

## Виступи за збірну
1984 року дебютував в офіційних матчах у складі національної збірної Шотландії. Протягом кар'єри у національній команді, яка тривала 16 років, провів у формі головної команди країни лише 30 матчів, забивши 2 голи. У складі збірної був учасником чемпіонату Європи 1992 року у Швеції.

### Голи за збірну
| # | Дата           | Місце                              | Суперник | Рахунок | Результат | Змагання                |
| - | -------------- | ---------------------------------- | -------- | ------- | --------- | ----------------------- |
| 1 | 18 червня 1992 | «Ідроттспаркен», Норчепінг, Швеція | СНД      | 3–0     | Перемога  | Євро-92                 |
| 2 | 2 червня 1993  | «Пітторді», Абердин, Шотландія     | Естонія  | 3–1     | Перемога  | кваліфікація до ЧС-1994 |

## Кар'єра тренера
Розпочав тренерську кар'єру відразу ж по завершенні кар'єри гравця, 1998 року, увійшовши до тренерського штабу клубу «Блекберн Роверз». З 2006 року тренує молодіжну команду клубу «Манчестер Юнайтед».

## Титули і досягнення
«Селтік»
- Чемпіонат Шотландії
  - Чемпіон (1): 1985–86
- Кубок Шотландії
  - Володар (1): 1984–85

 «Манчестер Юнайтед»
- Чемпіонат Англії
  - Чемпіон (4): 1992–93, 1993–94, 1995–96, 1996–97
- Кубок Англії
  - Володар (3): 1989–90, 1993–94, 1995–96
- Кубок ліги:
  - Володар (1): 1991–92
- Суперкубок Англії:
  - Володар (5): 1990, 1993, 1994, 1996, 1997
- Кубок володарів кубків
  - Володар (1): 1990–91
- Суперкубок УЄФА
  - Володар (1): 1991